# まちカドまぞく
『まちカドまぞく』は、伊藤いづもによる日本の4コマ漫画作品。『まんがタイムきららキャラット』（芳文社）にて2014年8月号から9月号のゲスト連載を経て、同年11月号から連載が開始された。同誌2022年12月号にて本作が休載となったが、2023年7月号より連載が再開された。2024年10月時点で電子版を含めた単行本の累計発行部数は100万部を突破している。
架空の町「多魔市」を舞台に、突然まぞく（魔族）の力に目覚めた闇の一族の末裔であるシャミ子こと吉田優子が、闇の一族の始祖であるリリスに使命を与えられ、光の一族の末裔である魔法少女の千代田桃に勝つためにあらゆるつてを使い勝負を挑む奮闘記であり、シャミ子と桃の二人を中心とした日常生活を描くファンタジー系コメディ4コマ漫画。
本作は、舞台となる町の外では光と闇の勢力の過酷な闘争が行われていることが断片的に言及されるなど、戦闘美少女ものの設定やファンタジーの要素が詰め込まれているものの、劇中では規模の大きな戦いが起きることは少なく、基本的にシャミ子と桃のほのぼのとした日常を中心に、友人知人や町内規模のトラブルを解決する物語が描かれている。

## あらすじ
家族と共に家賃の安いアパートに住む女子高生、吉田優子は、幼い頃から病弱で家がとても貧しいこと以外、ごく普通の女子高生を自認していたが、ある日角としっぽが生えて闇の一族「まぞく」としての力に覚醒する。優子は、母親から自分がまぞくの血筋であることを知らされ、シャドウミストレス優子という活動名を授かり、ハニワの置物に封印されていたメソポタミア文明時代のご先祖（リリス）からは、光の一族の巫女（魔法少女）を倒すという使命を任せられる。吉田家が貧しいのは永きに渡る光の勢力との戦いに敗れ続けた結果であり、出稼ぎから帰ってこないとされている父親も、実は魔法少女によって、吉田家で机代わりになっているミカン箱に封印されていた。
しかし生まれつき病弱で、人並み以下の戦闘能力しか持たないシャミ子は、近所で偶然見かけた魔法少女の千代田桃が、走ってきたダンプカーを片手で受け止めるのを目の当たりにして戦意を喪失する。シャミ子は、クラスメイトの佐田杏里の紹介で、桃が同じ高校の生徒であることを知らされ戦いを挑むが、ドジで虚弱なシャミ子と、既に世界を救った経験もあるという桃では、勝負の体裁にすらならず、おまけにシャミ子というあだ名をつけられた。それ以来、シャミ子は桃との勝負やまぞくとしての務めに悪戦苦闘を重ねて、桃に借りを作り続ける毎日を送っていた。不本意ながら宿敵であるはずの桃と次第に親しくなっていくシャミ子だが、実はシャミ子と桃の間には先代からの因縁があり、シャミ子が生まれつき病弱な理由、吉田家の父親がミカン箱に封印されている理由、桃が探している義理の姉の行方、近所の商店街で人気のゆるキャラの出自、シャミ子のアルバイト先の人々……といった様々な事柄は、全て一つの線で繋がっていた。
真相を求める探索の最中、精神世界で危機に陥ったシャミ子の元に駆けつけるため、桃は一時的に闇の魔法少女へと闇墜ちするが、そのことで桃の力は弱まってしまう。自分の出生の秘密や桃との因縁を知り、そもそもミストレス（女帝）を名乗っているのに独りで戦うのはおかしいという周囲からの突っ込みを聞き入れたシャミ子は、手下を増やすためにも、桃と共に、闇と光の両面から多魔市の平和を守るため協力し、ゆるやかな日常生活の傍ら、さまざまな困難を解決していくことになる。

## 登場人物
声の項はテレビアニメ版の声優、演の項は舞台版の俳優。

### メインキャラクター
吉田 優子（よしだ ゆうこ）/ シャミ子（シャミこ）
声 - 小原好美 / 演 - 青山ひかる
本作の主人公。桜ヶ丘高等学校の1年D組に在籍。身長145cm。血液型はO型。容姿はウェーブがかった長い茶髪で小柄。普段は丁寧語で話すが、威厳あるまぞくとして振る舞おうとしている時には尊大な口調になる。勉強と運動は苦手で、桃いわく「おばか」。真面目な性格で倹約家かつ努力家だが、かなりのドジで空回りしてしまうことが多い。「これで勝ったと思うなよ」という捨て台詞を多用する。趣味は古いゲームでRPGがお気に入り。誕生日は9月28日。
15歳のある朝、突然闇の一族の力に目覚めて角としっぽが生え、以降は母の清子から与えられたまぞくとしての活動名「シャドウミストレス優子」を名乗るようになるが、呼びづらいため、桃をはじめとする学校の友人や教師からはシャミ子と呼ばれている。
宿敵である光の一族の巫女＝魔法少女を倒す使命を帯びたことで魔法少女である桃に戦いを挑むが、まぞくになったとはいえ特に強くなったわけでなく、未熟で魔力も低いため力の差は大きい。加えて意志の弱さから桃と仲良くなり、事あるごとに助けられて借りを作る関係になってしまう。第1巻の結末では桃から意図せず生き血を入手したことで一部の呪いを解くが、その代償として町の平和を維持する活動に協力するように迫られるようになる。第3巻では自分のルーツや桃との間にあった縁故を知り、改めて桃と協力して町を守っていくことを決意する。
人を傷つけられないほどに心優しいまぞくらしからぬ性格から皆に信頼されており、桃への借りを返して立派なまぞくになれるように日々努力している。「みんなが仲良くなりますように」という根源的な願いを持つ。
まぞくとしては夢魔とも呼ばれる一族に属し、人や動物や無生物の無意識の精神世界に侵入し、弱みにつけこんで操れる能力を持つ。使い方次第では非常に強力であり、群衆扇動などさまざまな悪用が可能とされるが、シャミ子自身は悪用する方法を思いつけず、また後ろめたい用途に対する漠然とした忌避感を感じている。桃と共に町を守ることを決意してからは、悩みながらもこの力を「弱っている人に寄り添い共感する力」として活用するようになる。
危機管理フォーム
シャミ子の戦闘コスチューム。「危機管理ー！！」のかけ声で変身し、僅かながらシャミ子の身体能力が向上して逃げ足が速くなったり、頭の血流が良くなったりといった効果が得られる。基本的にはリリスの衣装と共通するデザインだが、露出度が高く、腹が冷える上に目撃した人を気まずい気分にさせ、シャミ子自身も人前で変身して露出狂と間違われることを恐れている。細部のデザインを変更したり戻したりするマイナーチェンジを繰り返しているが、慣れない姿にしたり、露出度を下げようとしたりすると地面にめり込むほど重くなってしまう。原作者の伊藤いづもによれば、サキュバスをイメージしたものである。
原作第1巻第10話でしおんが作った薬を服用してから自らの魔力を使って変身できるようになったが、驚いて危機感を感じたときにしか変身できず、変身状態を維持するには集中力が必要。当初は変身を嫌がっていたものの、次第に便利さに屈して多少疲れる程度の日常動作にも活用するようになり、恥じらいが麻痺してきたことを危惧している。

千代田 桃（ちよだ もも）
声 - 鬼頭明里 / 演 - 小山内花凜
シャミ子と同じ桜ヶ丘高等学校に通う、光の一族の巫女（魔法少女）。クラスは1年A組。身長166cmで、桃色のショートヘアで前髪にピン留めをしている。左利き。誕生日は3月25日、年齢はシャミ子と同じ15歳。血液型はA型。左脇腹には魔法少女同士で戦った時に負った古傷がある。
クールで無表情な一方で大雑把な性格であり、物の置き場所や宿題のタスク管理にルーズ。趣味は筋トレで、魔法少女としての超人的な身体能力と筋力の併用により、変身しなくても握力計を振り切ったり、巨大な鉱山車両用タイヤを片手で持ち上げたりできるほどの怪力を持つ。変身するとさらに強くなり、（第1巻時点で）6年程前に「世界を救った」経験もあるが、本人は魔法少女時代にあまり良い思い出がないとして変身を極力控えていた。
孤児だったが、彼女に魔法少女の素質を見いだした桜によって義理の妹として引き取られたという生い立ちを持つ。魔法少女として現役だった頃にはもっと笑う柔らかな性格だったとされるが、当時のことや魔法少女を引退しようとした経緯、町を守ろうとする動機などについては頑なに話そうとしない。物語開始時点で約10年前に失踪した桜の行方を追いつつ、光と闇の中立地帯となっている町のバランスを維持するという桜の役目を継ぎ、一軒家に一人で暮らしている。後にシャミ子の住むばんだ荘に引っ越す。
物語の冒頭でダンプカーに轢かれそうになっていたシャミ子を救う。これがきっかけで彼女と交流を持ち始め、シャミ子がまぞくであることを知った上で躊躇なく魔法のステッキを渡したり変身したりするようになる。当初は急激にまぞくとして覚醒したシャミ子が闇に飲まれて暴走することを懸念しており、またまぞくに対して不寛容な他の魔法少女によって討伐されてしまうことを防ぐために、自分に突っかかってくるシャミ子をあしらいながら、彼女を鍛えさせたり守ろうとしたりするようになる。
第12話で怪我の手当を受けた際に図らずもシャミ子に生き血を奪われて魔力を吸われ、第28話でシャミ子を救出するために一時的に闇堕ちしたことで光と闇の魔力のバランスが不安定になるなど、シャミ子と関わることで魔法少女としては弱体化していく。しかし桃自身は、何もなくてもいずれ愛らしく頑張り屋なシャミ子のことを好きになっていたであろうとしている。
「たまさくらちゃん」というゆるキャラに特別な親しみを感じており、密かにグッズを買い集めている。
フレッシュピーチ
桃が魔法少女に変身した姿。白とピンクのひらひらしたコスチュームで、桃が幼かった頃には似合っていたとされるが、高校生になった現在ではやや恥ずかしく思っており、リリスからも「パーソナルカラーに合っていない」と評されている。シャミ子が桃の潜在意識に潜った際や、ミカンの回想では過去の姿が登場しているが、当時は髪の毛が長く小柄だった。当時はくるくる回ってウインクをする変身ポーズを伴っていたとされるが、そのことを蒸し返されると機嫌が悪くなる。
魔法少女としての武器は装飾されたステッキの「ハートフルピーチモーフィングステッキ」。このステッキを使うことで衣装を変化させ、さまざまな職業に変身できるとされる。魔法少女として出せる技には「フレッシュピーチハートシャワー」、「フレッシュピーチコンセントレイション」がある。シャミ子の想像の中では「ちぎり投げ」などの投げ技を使うという設定にされている。
ダークネスピーチ
桃が「闇堕ち」して闇の一族の眷属となった姿。コスチュームデザインが変わり、古傷のある腹部が露出する黒い衣装に裾の破れたマントという出で立ちとなる。原作第3巻第28話でシャミ子の精神世界に侵入する際に一時的な措置として変身するが、それ以降桃がネガティブな感情によって精神的に不安定になった時にこの姿に変身してしまうようになる。
武器は刀身が黒い日本刀。

リリス
声 - 髙橋ミナミ / 演 - 山田せいあ
シャミ子の先祖。年齢は推定4、5000歳。一人称は「余」。肌は褐色、頭髪はウェーブがかかった長い金髪で右の角は折損している。
シャミ子に闇の一族の力を与えた張本人。他人の夢に侵入して操る資質を持つ闇の一族の始祖であり世界征服をも目論んでいるが、数千年前に光の一族との戦いの末に邪神像に魂を封印されていた。なお「永劫の闇をつかさどる魔女」を自称しているが、実は暗所恐怖症。桃からは初対面の際に「シャミ子の祖先」を略してシャミ先（しゃみせん）という略称をつけられ、以降も杏里からはその名で呼ばれる。
約5000年前に理由もわからないままに封印された。封印直後は魔力をうまく扱えず外の状況すら分からなかったとされるが、その後人の手を渡ることで古代オリエントを渡り歩き、古代エジプトやメソポタミアで幅広い人脈を得たとされ、「魔力をもって魂的なものを育む」という手段で子孫を増やした。2000年前から魔力が弱まり外界との接触を断たれていたが、物語開始より10年前から意識がはっきりして周囲の様子を認識できるようになった。シャミ子がまぞくの力に覚醒してからは彼女の夢の中に現れるようになり、シャミ子に対して、光の一族を打倒してその生き血を邪神像に献上することで封印を解き、闇の一族の復興を遂げる使命を課する。
普段はシャミ子が現世で触れたものや始祖像に供えたものを夢の中で具現化する形で利用して生活している。また、現代ではコーラを気に入っており、お酒には弱い。温泉に憧れを持っており、入浴が可能な依り代を得るたびに、真っ先に温泉や銭湯へ行こうとする。自分がトラブルメーカーという自覚があり、いつも悪いことをしてお仕置きを受けるのが当たり前という自認もしている節がある。
ごせん像（ごせんぞう）
封印されているリリスが普段の依り代としている像。邪神像とも。角の生えた埴輪のような形状で、桃曰く「まぬけな像」。リリスと同じく右の角が折れている。
シャミ子がまぞくとして覚醒するまでは、玄関のドアストッパーやペーパーウェイトとしてぞんざいに扱われていた。当初はシャミ子の夢の中でしかコミュニケーションが取れなかったが、原作第1巻第13話でシャミ子が魔法少女の生き血を捧げたことにより一部の封印が解け、以降はテレパシーを通じて像から直接声を発することもできるようになった。
古代の封印によりリリスの魂を固く繋ぎ止めている。像を破壊すれば一瞬だけ古代の封印から逃れることが可能とされるが、その場合は魂だけの存在となり現世に留まれなくなるため、リリスはこれを最後の手段としている。
原作者は『ドラゴンクエストII 悪霊の神々』に登場する邪神像が元ネタであり、外観は埴輪をイメージしているとしている。
ごせんぞスイッチ
始祖像の台座の底にあるスイッチ。「そこそこの電波」「いいお天気」「ちょうどいいお供えカロリー」といった条件が揃った時にスイッチを入れると、リリスの封印が解かれてシャミ子の体を依り代にする形で現世に顕現する。ただし身体能力や魔力はシャミ子のまま変わらないため、この身体で戦おうとしても大した力は出せず、無理をするとシャミ子が全身筋肉痛になる。また始祖像とは一体の関係で離れることができない。
原作第1巻第7話では、シャミ子の身体をうまく扱えず、桃と杏里にはすっかりなめられしまい、桃の手で始祖像のスイッチはエポキシ接着剤で固められて封印された。原作第3巻第33話では桃とリリスの仲の悪さを心配するシャミ子のはからいにより、接着剤を削って封印を解いて桃と親交を深めようとするが、弱みを握られる。
よりしろ（依り代）
原作第2巻第21話でしおんが提供したホムンクルス用の粘土を用いて桃が造形した、リリスが憑依して動かすことのできる人形。このとき桃はリリスの外見を知らなかったため、シャミ子の姿を可愛らしくデフォルメした姿で造形されている。桃が魔力を込めて造形しているため、リリスはこの依り代に憑依しているときは桃の命令に逆らえず、悪事を働くことはできない。またあまり長持ちせず時間経過すると死ぬうえに風呂に浸かると溶けるが、原作第3巻第35話では予備の依り代を大量に用意し、何度死んでも生き返ることができる特性が活用された。
等身大よりしろ
原作第5巻第56話で、ウガルルのために作った依り代の材料の余りを用いて作られた、生身の身体に近い等身大の依り代。リリスの強力な封印に抵抗して活動寿命を延ばした代償として、セミ並の戦闘力しかない。それでも当初は7日間の寿命しかなかったが、余命を楽しむために皆で訪れたキャンプ先での紆余曲折の末、多魔川の水神・蛟によって埋め込まれた竜玉の力によって土に戻ることがなくなり、その代償として毎日多魔川でゴミ拾いをする使命を強制された。蛟の項も参照。
陽夏木 ミカン（ひなつき ミカン）
声 - 高柳知葉
原作第2巻第16話から登場。魔法少女としての力が弱まった桃の助っ人として多魔市にやってきた魔法少女。高校1年生。身長158cm。誕生日は11月3日。血液型はO型。頭髪はオレンジ色のお団子。
元々は他の町を守る穏健派の魔法少女だったが、事情を知ったことでシャミ子を護衛するため彼女の通う桜ヶ丘高等学校に転校することを決めた。当初はシャミ子のことを「優子」と呼んでいたが、親しくなった際にシャミ子の側からあだ名（活動名）で呼ぶことを許すようになった。
面倒見の良く親切な性格。当初は物語のツッコミ役として登場するが、次第にボケ役にも回るようになる。味覚のセンスがずれており、「実家の味」であるレモンを振りかけるなどして、あらゆる料理を酸味のある柑橘類の味付けにしてしまう。
昔巻き込まれた事件の後遺症により、彼女が動揺すると「関わった人にささやかな困難が降り注ぐ呪い」が発動してしまうため、平常心を保とうと努力している。原作第4巻では、この呪いを解決することがエピソードの主題となった。ウガルルの項も参照。
魔法少女としての活動名は「シトラスレディ」。武器はクロスボウ。狙撃を得意としており、1キロメートル先の目標を射貫く腕前を持つが、目標に接近すると緊張して命中率が下がってしまう。

### シャミ子の学校の友人
佐田 杏里（さた あんり）
声 - 千本木彩花 / 演 - 石田みなみ
シャミ子のクラスメイト。身長156cm。誕生日は5月1日。血液型はO型。シャミ子とは仲が良く、ノリの軽い性格。容姿は黒髪のセミロングで後髪を結えている。桃とは同じ中学校に通っていた。
桜ヶ丘高等学校のテニス部に所属しているためシャミ子とはあまり一緒に居られないが、シャミ子に角が生える前から積極的に話しかけたり一緒に登下校したりと彼女に親身に接していた。精肉店でアルバイトをする母を持つ。
町内では顔が広く、独自のコネで顔見知りを仲介したり、人手を集めたりしてシャミ子を援助する。
小倉 しおん（おぐら しおん）
声 - 諏訪彩花 / 演 - 荒井瑠里
杏里の友人。身長154cm。誕生日は12月14日。血液型はA型。クラスは1年C組だが、しばしばシャミ子達の会話に交じっている。
頭髪は長い黒髪で頭にリボンを巻いており、眼鏡をかけている。オカルトが好きな変わり者で、「黒魔術研究部」と称して学校の部室や機材を無許可で横領しているが、倫理学以外の成績は学年トップという成績ゆえに黙認されている。まぞくであるシャミ子に興味を示し、自作の「魔力がゴリゴリに上がりそうな漢方」を食べさせたり、実験台にする機会を日頃から伺っている。杏里からは、奇行が多く引くレベルでカオスで、話しかけるときには護身用の武器が欠かせないほどだが、頭は良く腕は確かと評されている。
しばしばシャミ子や桃が困難に直面している際に現れ、怪しげな薬品や儀式の知識や解決のヒントを授けて援助する。ただし彼女自身は何らかの思惑があり、魔法少女たちに邪魔されずに町の秘密を調べようとしている。理由は明かさないものの、吉田家の「すぎこしの結界」の力を必要としており、第3巻の結末でミカンの「呪い」の余波によって黒魔術研究部の部室を破壊されて以降、吉田家が住む「ばんだ荘」の天井裏に住み着くようになる。

### シャミ子の家族
闇の一族の末裔であるシャミ子の家族。かつて光の一族が闇の一族にかけた様々な呪いによってあらゆるパワーや運を封印されている影響で貧乏な生活を強いられており、その中でも「吉田家の使える生活費は月4万円まで」という呪いにより、医療費・教育費・暖房費以外の生活費を稼ぎすぎると、上限を超えた収入は紛失や予定外の出費によって運命レベルで逃げて行ってしまう。この呪いは元々シャミ子の生死を脅かす深刻な呪いであったが、10年前に失踪する直前の桜が吉田家の金運と引き換えにして軽減した。原作第1巻の結末でシャミ子が桃の傷の手当てをした際にはからずも魔法少女の生き血が手に入ったことである程度解かれたものの、結局は「がっかり微調整」と呼ばれる呪いの揺り戻しによって厳しい生活を余儀なくされている。
吉田 清子（よしだ せいこ）
声 - 大原さやか / 演 - 水原ゆき
シャミ子の母。身長161cm。まぞくとして覚醒した娘に「シャドウミストレス優子」という活動名を勝手に与えた張本人。いつも長い黒髪を一本結びにしており割烹着を着ている。年齢は不明だが若々しい容姿をしており、本人いわく、闇の眷属になってから老け止まりしたとされる。茶目っ気のある一面や、シャミ子に負けず劣らずのドジな一面もある。シャミ子達には「おかーさん」と呼ばれている。
少ない生活費をやり繰りするため倹約を心掛けている。かつては懸賞応募が趣味であったが、呪いの影響か当たった試しが無い。
当初は病弱なシャミ子に気負わせないようにという配慮から、夫であるヨシュアの素性や現状のことを隠しており、リリスにも口止めをしていた。
吉田 良子（よしだ りょうこ）
声 - 大和田仁美 / 演 - 杉井みぃ
原作第1巻第9話から登場（テレビアニメ版では第1話から登場）。シャミ子の妹。9歳。身長125cm。血液型はA型。容姿はセミロングの髪を横でまとめている。一人称は「良」で、シャミ子のことは「お姉」と呼ぶ。シャミ子とは違う学校のセーラー服を着ている。
シャミ子とは対照的に勉強は得意で、常にシャミ子や家庭のことを案じているほど純真で心優しい性格。まぞくとして覚醒したシャミ子が軍を率いて光の勢力に立ち向かう未来を大真面目に信じており、兵法を学んで姉の参謀役となりたいという目標を持つ。読書好きで、兵法の参考になりそうな書籍や、ハードボイルド小説を愛読している。一方で、シャミ子にトイカメラを買ってもらい喜ぶなど子供らしい一面もある。桃のことはシャミ子の配下となった魔法少女だと勘違いしており、博識な彼女のことを尊敬している。
誕生日は1月7日で、桜の失踪および父であるヨシュアが封印された事件の直後に生まれた。
ジキエルによれば、魔法少女の素質があるとされる。
ヨシュア / 吉田 太郎（よしだ たろう）
声 - 梅津秀行
シャミ子の父。物語開始時点では何らかの不本意な事情により、千代田桜によってミカン箱に封印されており、意思疎通ができない。封印される前は角の生えた小柄な少年のような容姿のまぞくであった。清子いわく「とんでもない若作り」とされ、実年齢は不詳。本名のヨシュアはメソポタミアではありふれた名前だったとされ、本名をもじった「吉田太郎」というコードネームを書類上の名義として用いていた。
シャミ子自身は幼い頃からほとんど父と会った記憶がなく、母の清子からは「出稼ぎのため家を留守にしている」と教えられており、第25話で真相を明かされるまでは、幼少の頃に病弱だったシャミ子の治療のために背負った借金を返済するため、どこかの異郷の地で働いていると思われていた。良子は母の清子が隠し事をしていること自体は察していたものの、理由あって遠くの刑務所に服役しているのだと早合点されていた。
お父さんボックス
原作第1巻第4話から（テレビアニメ版では第1話から）背景に登場するようになり、原作第2巻第24話で正体が明かされる。ヨシュアが封印されているとされるミカン箱。箱自体は普通のダンボール箱で、かつて陽夏木ミカンの実家が経営していた工場で流通用として使われていたものだが、魔法でコーティングされているためきわめて耐熱、耐油、耐衝撃性が高く、汚れても自動的に浄化されるため、吉田家では踏み台や机、食卓として活用されている。ミカン箱の側面には「אוצר（オツァール、ヘブライ語で宝）」という文字が書かれている。
ナレーション
声 - 梅津秀行
主に各エピソードの締め括りなどに登場し、二重枠四角形のふきだしの台詞で表現される、局外の語り手。シャミ子が心優しく立派なまぞくとなり、魔法少女との戦いに勝利することを願って応援の言葉を送り続ける。このナレーションが何者であるかははっきりとは明言されていないものの、シャミ子の父であるヨシュアの言葉を引き継いで代弁したり、ヨシュアが封印されているとされるダンボール箱のことを自分自身のことのように表現したりする描写がある。テレビアニメ版最終話のエンドクレジットでは、ナレーションの正体はヨシュアであったという体裁になっている。
テレビアニメ版では、稀に古賀葵によるナレーションも挿入される。

### 主要登場人物の家族
千代田 桜（ちよだ さくら）
声 - 金元寿子
桃の義理の姉で、先代の魔法少女。物語開始から約9年前（10年前の年末から9年前の年始にかけての時期）に失踪し、桃が行方を捜している。光と闇の勢力が共存するせいいき桜ヶ丘の守護者として、多くの登場人物の過去に何らかの形で関わっており、シャミ子の幼少時代や吉田家の事情にも関係が深い。
原作第3巻では、彼女が失踪した日の足跡を解き明かすことが物語の軸となっている。
魔法少女としての必殺技として「サクラメントキャノン」という大技が使えたとされ、陽夏木ミカンの旧家の工場に桜の花弁状の痕跡を残した。
杏里の母
声 - 佐藤利奈 / 演 - 馬渕香那
原作第1巻第8話（テレビアニメ版第4話）などに登場。ショッピングセンターマルマの中の店「マルマの精肉」で働いている。娘の杏里以上にノリの軽い性格。シャミ子には度々アルバイトを紹介している。
ウガルル
声 - ファイルーズあい
ミカンに取り憑いていた「呪い」の正体。ミカンのあらゆる感情の揺れ動きを守護対象の危機と誤認し、手当たり次第に周囲を攻撃する。物語開始時点より10年前にミカンの父親によって、ミカンを守護するための使い魔として召喚されたものの、不完全な形で召喚されたために命令を正しく理解できず、物語開始時点ではミカンに取り憑いたまま暴走した状態となっていた。暴走を始めた当時は周囲に深刻な危害を及ぼす存在であったものの、千代田桜が施した「キツめの呪いを笑える感じにする結界」によって抑制されており、ミカンが動揺した時に周囲にいた人物に対して喜劇的な災厄をもたらす。
ウガルルという名は（劇中におけるリリスの推測によれば）メソポタミア神話の怪物の名にあやかった命名とされる。本来の姿は獣耳の少女の容姿で、一人称は「俺」。カタコトで話す。
原作第4巻では、ウガルルの誤解を解き、失意のまま消え去ろうとしていた彼女を引き留め、それまでの経験や街の人々の協力によって依り代となる肉体を与え、役目から解放するまでのエピソードが主題となっている。その後はミカンの同居人として生活している。

### 純喫茶あすら
第3巻でシャミ子がアルバイトをすることになった喫茶店。物語開始から10年前、失踪直前の千代田桜から斡旋を受ける形で店を立ち上げており、桜の足取りを追う手がかりとして杏里から紹介される。第5巻では相次いだトラブルにより元の店を追い出され、シャミ子らが住むアパート「ばんだ荘」の1階に移転してくる。
白澤（しろさわ）
声 - 松山鷹志
純喫茶あすらのオーナー。中国大陸にルーツを持つ、白澤（はくたく）と呼ばれる幻獣＝動物系まぞくの一種。見た目は（伝説上の白澤とは程遠い）獏の姿だが、流暢に日本語を話す。バク宙に失敗して怪我を負い、店の経営に苦しんでいたところ、桜の情報を求めてやってきたシャミ子に出会い、土下座やリコの料理を駆使してシャミ子をバイトとして働かせることに成功する。
腰掛ける場所のない人に居場所を提供したいという動機で始めた喫茶店の経営を生きがいだと考えているが、その心境に至った経緯については苦い思い出があるとされる。
原作第3巻第36話では、彼が「たまさくらちゃん」をデザインした生みの親であることが明かされた。
リコ
声 - 伊藤彩沙
純喫茶あすらのウェイトレス兼シェフ。おっとりとしたマイペースな性格で、京都訛りの混じった関西弁で話す。幻術を使う狐狸精のまぞくで、普段は狐の耳としっぽが生えた女性の姿をしているが、本来の姿は狐。よく言えばフレンドリーだが悪く言えば馴れ馴れしくシャミ子の部屋に初めて来たときには早速テレビゲームをしたりした（シャミ子自身は気にしなかったが白澤が指摘していた）。
料理が得意であり、彼女の作る料理には謎の中毒性がある。そのせいか、彼女が働く喫茶店には客足が絶えないが、食べ過ぎると副作用で一時的な健忘の症状が出てしまう。
この町に来たのは物語開始から10年前のクリスマスで、失踪直前の桜に連れられてきてあすらの店員となった経緯を持つ。それ以前は紅玉の祖父の定食屋で働いていた。
場の空気を読まず、善意の悪戯で他人に迷惑をかけて何ら悪びれないため、しばしば白澤を困らせている。リコ自身は自分のことを白澤の恋人だと思っているが、第5巻第63話で誤解が明らかになるまで好意は全く通じておらず、白澤からは異性として見られていなかった。過去には幾度も魔法少女と揉め事を起こして戦ったという過去を持ち、原作第5巻61話で紅玉が白澤に危害を加えた際には憎悪を剥き出しにして暴走しかけるなど、激しい一面も見せている。
朱 紅玉（しゅ ホンユー）
原作第5巻60話から登場。リコを仇としてつけ狙う魔法少女。18歳。リコがこの町に来る以前に身を寄せていた中華料理店の娘で、ナビゲーターのジキエルに唆され、リコに対して嫉妬と逆恨みを抱いていた。あすらの移転時に「すぎこしの結界」の移動を忘れていたことにより、リコを10年ぶりに捕捉し「カチコミ」に来た。祖父がリコに洗脳されたと思っており、それを解くためにリコを封印しようとするも、誤って白澤を封印してしまう。後にシャミ子に説得されて和解し、洗脳は誤解であったと認め、リコからの謝罪と持ち逃げされた誕生日プレゼントである中華鍋が返却されたことで白澤の封印を解き、魔法少女を引退してあすらに身を寄せる。

### ナビゲーター
魔法少女と契約し力を授けている光の一族の使い（天使とも呼ばれる）が、ペットなどの生き物に憑依した姿。
メタ子 / メタトロン
声 - 七瀬彩夏、仲野裕（喋る時）
桃が飼っているナビゲーターの猫。桃からはメタ子と呼ばれているが、本来の名はメタトロンという。桃に仕える前は千代田桜のナビゲーターであった。かつては人間のように喋れたが、誰何の魔族狩りのカードの効力で言葉が制限され、信託を受けた際に「時は来た」と言う程度になっている。現在では老齢であるのと桃が魔法少女としてのやる気を失ったことに影響されて、9割7分普通の猫と化している。
メタトロンの36万5000の目が一
声 - 仲野裕
原作第2巻第23話で桃の夢に潜入したシャミ子を番人として迎えた、メタトロンの分身。顔はメタ子のままだが身体は筋肉隆々な猫人間の姿をしており、人間の言葉を話す。侵入者であるシャミ子が何者かを測りかねて正体を問い、色々と意味深な言葉を口にするが、奇抜な見た目に気を取られたシャミ子には会話の内容が頭に入らなかった。
テレビアニメ版ではオープニングやエンディングの映像にも登場する。

ミカエル
第3巻の登場人物紹介に登場。ミカンのナビゲーターで、鮮やかなミカン色をしたモウドクフキヤガエルの姿をしている。触れた者を死に至らしめる猛毒を持ち、ミカンが必殺の攻撃を放つ際には毒矢に変身することができるとされる。
ジキエル
第5巻に登場。紅玉のナビゲーターで、金魚（リュウキン）の姿をしており関西弁で話す。リコへの嫉妬を抱いていた幼い頃の紅玉に、契約して魔法少女となるよう唆した。
天使としては若いために情緒が薄いとされ、第5巻第64話で紅玉が契約の解消を申し出たときにはあっさりと受け入れて立ち去る。しかし密かにシャミ子の能力を危険視し、歪んだ正義感や希望を抱いて人々を扇動する可能性があるとして、新たな魔法少女を勧誘して討伐を試みるものの、しおんに拉致される。
ウリエル
誰何のナビゲーター。うり坊の姿をしている。ナビゲーターにも関わらず服従関係となっており、誰何に逆らうこともできない。また手足には拘束具、言葉は喋れるが制限がかけられており、「イエスマム！」以外喋ると電気ショックが起こる。

### その他
ほえる犬
声 - 柏野昌俊
シャミ子の家の近所に住む若い女性（声 - 古賀葵 / 演 - 三好眞瑚）に飼われている犬で、劇中では飼い主と共にモブキャラクターとしてしばしば登場する。小屋には「いぬ」とだけ書かれており名前は不明。
シャミ子にはよく吠えるため恐れられており、彼女が桃に借りを作る最初のきっかけになった犬として敵視されているが、シャミ子が初めて「危機管理フォーム」に変身した際に居合わせた際には驚いて吠え止んでいる。
たまさくらちゃん
たまさくら商店街を象徴するゆるキャラ。商店街の入り口には石像が設置されており、町での人気も高く、グッズも多数生産されている。またファンである桃は作中で便箋やストラップなどを使用している。
設定は「多魔市の大きな桜の古木から生まれた妖精」「特技は持っている茶碗から中毒性の高い飴を無限に溢れ出させる『バク宙あつあつおでん』」といったことが杏里によって語られている。ショッピングセンターマルマ前の広場でも着ぐるみを使った出張イベントが桜ヶ丘商工会により行われている。
SNSもあるようだが、公式にも関わらずフォロワーは80人程度らしい。
後に、デザインをしたのは白澤で、モデルとなった猫は桃の義姉である桜が魔力を使い果たし、魔力のコアとなって消滅する寸前の際の姿であったことが明かされた。このことが桜の足取りを追う手がかりとなる。
バフォメット
声 - 手塚ヒロミチ
第2巻第16話で初めてせいいき桜ヶ丘の町を訪れたミカンが、桃からSNSで断片的な情報を聞かされて思い描いていた想像上のシャミ子の姿。人間の何倍もある巨体で、心をなくしてさまよっていると思われており、桃を叩きのめして彼女を配下として従わせているということになっている。ミカンにとって倒すべき相手として警戒されており、話を聞いたシャミ子を震え上がらせる。
原作では1コマのみの登場だが、アニメ版ではオープニングやエンディングに登場しており、たまさくらちゃんやメタトロンの36万5000の目が一と共に踊る姿などが描かれている。
蛟（みずち）
第5巻に登場。奥々多魔の山に封印されていた多魔川の水神で、巨大な蛇の姿をしている。150年前に鉱毒により多魔川を汚染した人間に対して怒り狂って暴れ、巫女（魔法少女）によって封印されていた。長い退屈を持て余しており、キャンプに来たシャミ子らをゴミを不法投棄しに来たと誤解してトラブルを起こすが、最終的には妥結し、リリスに対して多魔川のゴミを掃除し続けるという使命と引き換えに、封印の外で人間として永続的に活動できる依代の身体を与えた。

那由多 誰何（なゆた すいか）
第6巻に登場。シャミ子が桃の夢の中を覗いた際であった魔法少女。桜の失踪後に勝手に桜の家に居候している。常に飄々としていて掴みどころがない、また命を食べたくないからと水などの液体しか摂食しておらず、むしろそれで永らえている。武器は槍。その正体は神代（1000年以上）から生きながらえている魔族狩りの魔法少女で、せいいき桜ヶ丘の魔族のほとんどを討伐し、その魔族カードの効力で地域の人々から魔族の記憶を消していた。なお本人は善意でやっており、「この世界からすべてのかわいそう（魔族）を消してあげよう」としている。誰何の正体を知った桃との話し合いに応じず戦闘になり桃を大怪我させた。ところが桃が桜の魔族カードの効力を使い無力化、魔法少女のコアを破壊され消滅した。ところが食べ残しがあったと黒い物体として復活。桃の傷を治癒し、夢を覗いてたシャミ子に「今度会ったら殺す」と声をかけた後に行方をくらました。

## 設定

### 物語の舞台
原作者の伊藤いづもが幼少期に過ごした東京都多摩市が舞台のモデルになっており、多摩市周辺の地名をもじった地名が登場する。主要な舞台である「せいいき桜ヶ丘」という地名は多摩市に実在する聖蹟桜ヶ丘駅に由来するが、伊藤によれば、劇中の描写は聖蹟桜ヶ丘駅よりも唐木田や多摩センター駅周辺の街並みをイメージしているとされる。多魔市は、様々なところから追われてきた多種多様な文化の吹き溜まりというコンセプトがあり、ヨーロッパや中国などの様々な文化が集まる終着点で、世界地図の東の果てにある辺境の地である日本そのものの縮図でもあるとしている。
せいいき桜ヶ丘（せいいきさくらがおか）
物語の主要な舞台。多魔市（たまし）という市に所在する設定の、桜の名所にもなっている閑静なベッドタウン。神話の時代から現代まで続く光と闇の勢力争いの中立地帯となっており、しがらみから逃れた両勢力の人々がゆるやかに共存している。住人はそのことに慣れており、他の地域の住人から見れば特異な状況にも動じない。せいいき桜ヶ丘駅を中心に、ショッピングセンターマルマ、たまさくら商店街、桜ヶ丘高等学校といった施設が並んでいる。森や山が近く、北部には多魔川（たまがわ）という河川が流れている。
ばんだ荘（ばんだそう）
シャミ子を含む吉田家が住んでいるアパート。建物は古く傷んでおり、廃屋に間違われるような見た目となっている。光の一族または闇の一族であれば簡単な手続きで格安で住める「光闇割」という割引があり、物語が進むにつれて桃やミカンなど、多くの主要登場人物が引っ越してきて住みつくようになる。
奥々多魔（おくおくたま）
都内にある秘境。原作第1巻第3話で、電車で居眠りして駅を乗り過ごしたシャミ子が到着し、その後も探索や修行、キャンプの舞台として登場する。千代田桜の私有地となっている山があり、貴重な霊水の湧き出る泉があるため、罠や見張りの使い魔で守られている。山には多魔川の水神である蛟が封印されている。
メソポタミア
シャミ子の父ヨシュアの出身地。劇中ではしばしばメソポタと略される。リリスにとっては封印されて間もない全盛期を過ごした地域のひとつであるため、古代メソポタミア文明期の知り合いも多いとされ、歴史や文化に詳しい。

### 登場勢力
闇の一族
神話の時代に光の一族が定義し「世界の矩」から外れた、異形の姿の者や異能を持つ者、まつろわぬ者の総称。形骸化した決まりごとに基づく定義であり、世界に害を及ぼす存在であるかどうかは関係がないとされる。
まぞく（魔族）
闇の一族。表記ゆれがあり、「魔族」と漢字表記されることもあるが、「まぞく」と平仮名表記されることが多い。
光の一族
天地開闢の時代には荒ぶる全能の存在であったとされるが、「世界の矩」を定義した勢力は人に溶け込むことで自然消滅したとされる。
魔法少女（まほうしょうじょ）
光の一族と契約を交わした人間の少女。過去には巫女と呼ばれていた。
契約を交わした時点で肉体は再構成され、身体の大部分が高密度のエーテル体に置き換わり、超人的な身体能力や回復能力を得られる。戦闘フォームと呼ばれる衣装に変身することで更に能力が高まる。ただし大量の生き血を奪われるなどして魔力を使い果たすとエーテル体を維持できなくなるため、拡散して身体が消滅してコアと呼ばれる状態になり、死ぬわけではないが自力では復活できない状態になってしまう。なお契約を解消すれば数日で普通の人間の身体に戻ることができる。
戦闘フォームへの変身には変身卍句（へんしんバンク）と呼ばれる舞いの儀式によって光の力を身体に降ろす必要があり、その間は無防備になるものの、熟練することによって時間を一瞬にまで短縮できる。
まぞくを倒した報酬としてポイントが貯まり、集めた点数に応じた願いを叶えることができる。過去にはまぞくを狩ることに積極的な魔法少女が多かったとされるものの、物語開始時点では穏健派が主流になっているとされる。

### 登場アイテム
夢見鏡
原作第1巻第11話で、シャミ子が夢の中でリリスから渡されたアイテム。これを用いて桃の夢の中へ潜入することにも成功する。
シャミ子の魔力によって具現化されるが、夢に入るためには目標の夢が映った瞬間を狙って叩き割る必要があるため使い捨て。ただし侵入した経験のある相手や、相手の許可がある場合には、もっと簡単に侵入できる。
ナントカの杖
第3巻から登場。シャミ子の父ヨシュアの持ち物だった魔法の武器。ヨシュアと千代田桜の消息を探る過程で、桜の導きを得たシャミ子が発見し、シャミ子に継承される。普段は食器のフォークの姿をしているが、シャミ子が「棒」と認識する範囲であれば、あらゆる棒状のものに形状を変化させることができ、物干し竿や食器などの日用品として便利に使われている。夢の中の精神世界ではある程度は空想上の武器に変化させることも可能。元々はメソポタミアで作られた杖とされ、アで始まる横文字系で印象の薄い名前があったとされるが、シャミ子の母清子やリリスが名前を忘れたため、名称不明の杖となっている。
すぎこしの結界 / 魔法少女よけの結界
吉田家や純喫茶あすらの玄関に貼られている結界で、せいいき桜ヶ丘に住む古参のまぞくたちの家々に千代田桜が施した。まぞくを光の一族や好戦的な魔法少女から保護するためのもので、招かれざる客の運命を操作して追い返したりすように仕向けたり、無理に押し入ろうとした者の体調を悪化させたりする効果がある。部外者が結界を破壊しようとすると反撃を受けるため、結界を突破するには住人から家に招かれるか、半径1キロメートルに及ぶ結界の効果範囲外から超音速で侵入して反撃前に破壊しなければならない。また、住人が魔法少女と会うことを繰り返すと「結界の定義」が薄れてしまい、いずれは効果を失ってしまう。
桜が作成した結界はセンスと技術を必要とする高度なものだが、簡易版としてゴキブリなどを退散させられる「虫よけの結界」があり、多少の製図技術と魔力とチラシなどの紙があれば、桃とシャミ子でも作ることができる。
ぽっきんアイス
劇中に登場するポリエチレン詰清涼飲料。第3巻の結末で誓いの証として用いられるなど、シャミ子と桃が重要な会話を交わす場面で繰り返し小道具として登場する。

## 作風・制作背景
当初の企画では、千代田桃に当たる登場人物を主人公とした「魔法少女もの」として構想されたものの、担当編集者との打ち合わせの過程で宿敵役として設定された魔族の少女を主人公とすることが決まり、主要登場人物の性格などを変更した上で物語の骨子が決定された。第1話を執筆した時点では連載になるかどうかは決まっておらず、当初はゲスト作品として掲載された。また、当初の構想では全3巻（原作第39話まで、テレビアニメ版第2期第6話に相当）で完結する予定であったものの、第3巻のクライマックスである原作第38話（『まんがタイムきららキャラット』2017年8月号掲載、テレビアニメ版第2期第6話前半部に相当）の執筆中にテレビアニメ化の企画が立ち上がり、予定されていた次回作の執筆を取りやめて連載が継続することとなった。
本作は4コマごとにオチのつく4コマ漫画という形式を取りつつも、単行本各巻ごとにもストーリーの節目となる区切りがあり、巻の序盤に張られていた無数の伏線を巻の終盤で回収して事態を解決するという体裁を取る。コマの余白はなるべく細かく埋めていくという画風も特徴で、さり気ない会話の中に事件を解決する伏線が張られていたり、以前のエピソードに登場した小道具が後に背景に登場するといった小ネタも多く用いられている。こうした作風を支持する読者の中には、伏線について熱心な考察を行っている者もいる。ただし作者の伊藤いづもは本作の執筆について、確かに読み返すごとに新しい発見のある内容を目指しているとしつつも、どちらかというと登場人物が作者の思惑を離れて信念に基づいて独り歩きしたり、対立する両者が物語の中で妥協点を探り合ったりする感覚を重視しているため、予定したプロットとは違う展開になることも多いとし、各巻の中盤までは明確な結末を決めずに後から解決に役立ちそうな要素だけを物語の中に散りばめ、各巻の最後で辻褄を合わせるような作劇を行っていることを明かしている。

## 書誌情報
関連書籍も含め、すべて芳文社より「まんがタイムKRコミックス」として刊行されている。

### 単行本
表紙カバー下には、連載時には明らかでなかった各話サブタイトルの表記と、本編の補足となるおまけ漫画が掲載されている。各話サブタイトルは後述のテレビアニメ版にも反映されている。
- 伊藤いづも 『まちカドまぞく』 芳文社〈まんがタイムKRコミックス〉、既刊6巻（2021年2月25日現在）[211]
  1. 2015年12月12日発行（11月27日発売）、ISBN 978-4-8322-4639-3
  2. 2016年11月11日発行（10月27日発売）、ISBN 978-4-8322-4760-4
  3. 2017年10月12日発行（9月27日発売）、ISBN 978-4-8322-4875-5
  4. 2018年11月9日発行（10月25日発売）、ISBN 978-4-8322-4988-2
  5. 2019年7月12日発行（6月27日発売）、ISBN 978-4-8322-7102-9
  6. 2021年3月12日発行（2月25日発売）、ISBN 978-4-8322-7251-4

### 関連書籍
- 『まちカドまぞくアンソロジーコミック』 芳文社〈まんがタイムKRコミックス〉、既刊1巻（2022年4月27日現在）[211]
  1. 2022年5月12日発行（4月27日発売）[212]、ISBN 978-4-8322-7364-1

- 『伊藤いづもイラスト集 －宵加減－』芳文社〈まんがタイムKRコミックス〉、2022年6月10日発行（5月26日発売）[211]、ISBN 978-4-8322-7370-2

## テレビアニメ
2019年7月から9月までTBSほか『アニメリコ』枠にて第1期が放送された。
第2期『まちカドまぞく 2丁目』（まちカドまぞく にちょうめ）は2020年8月に制作が発表され、TBSほかにて2022年4月より7月まで放送された。

### 製作
|                                   | 第1期                                                              | 第2期                                             |
| --------------------------------- | ------------------------------------------------------------------ | ------------------------------------------------- |
| 原作                              | 伊藤いづも                                                         | 伊藤いづも                                        |
| 監督                              | 桜井弘明                                                           | 桜井弘明                                          |
| シリーズ構成                      | 大知慶一郎                                                         | 大知慶一郎                                        |
| キャラクターデザイン              | 大塚舞                                                             | 大塚舞                                            |
| 美術監督・美術設定                | 河合伸治                                                           | 河合伸治                                          |
| 色彩設計                          | 日野亜朱佳                                                         | 日野亜朱佳                                        |
| 撮影監督                          | 大河内喜夫                                                         | 東郷義宏                                          |
| 編集                              | 後藤正浩                                                           | 後藤正浩                                          |
| 音響監督                          | 岩浪美和                                                           | 岩浪美和                                          |
| 音楽                              | 櫻井美希                                                           | 櫻井美希                                          |
| プロデューサー                    | 田中潤一朗、中村伸一、小林宏之 中目孝昭、吉川敦史                  | 田中潤一朗、中村伸一、小林宏之 中目孝昭、吉川敦史 |
| プロデューサー                    | 林俊安                                                             | 大和田智之、畑洋平                                |
| アニメーション制作 プロデューサー | 岡田耕二                                                           | 岡田耕二                                          |
| アニメーション制作                | J.C.STAFF                                                          | J.C.STAFF                                         |
| 製作協力                          | ポニーキャニオン、芳文社 メディコス・エンタテインメント 日音、レイ | -                                                 |
| 製作                              | まちカドまぞく製作委員会、TBS                                      | まちカドまぞく 2丁目製作委員会                    |

### 主題歌
主要登場人物を演じる声優が登場人物名義で歌う。オープニングテーマは吉田優子（小原好美）と千代田桃（鬼頭明里）によるユニット「shami momo」、エンディングテーマはシャミ子（小原好美）、桃（鬼頭明里）、リリス（髙橋ミナミ）、ミカン（高柳知葉）によるユニット「コーロまちカド」がそれぞれ担当する。
「町かどタンジェント」
第1期オープニングテーマ。作詞・作曲・編曲は辻林美穂。
オープニング映像には、第2巻巻頭カラーに掲載された嘘のあらすじや、第1巻から第3巻までの各話扉絵カットの内容などが用いられている。
第2期第6話のラストシーンでは挿入歌として使用された。この場面は原作において、執筆直前にアニメ化が決まるまでは最終回となる予定だった原作第3巻のラストシーンに当たり（「#作風・制作背景」を参照）、第1期から続いていた問題に決着がつく物語の区切りとなっている。
「よいまちカンターレ」
第1期エンディングテーマ。作詞は本作の原作者である伊藤いづも、作曲・編曲は藤本功一。
「ときめきランデヴー」
第2期オープニングテーマ。作詞・作曲・編曲は辻林美穂。
「宵加減テトラゴン」
第2期エンディングテーマ。作詞は伊藤いづも、作曲・編曲は藤本功一。

### 各話リスト
| 話数   | サブタイト                                    | 脚本                  | 絵コンテ          | 演出                | 作画監督                                                            | 総作画監督      | 初放送日       |       |       |       |       |       |       |       |       |       |       |       |       |       |       |       |       |       |
| 第1期  | 第1期                                         | 第1期                 | 第1期             | 第1期               | 第1期                                                               | 第1期           | 第1期          | 第1期 | 第1期 | 第1期 | 第1期 | 第1期 | 第1期 | 第1期 | 第1期 | 第1期 | 第1期 | 第1期 | 第1期 | 第1期 | 第1期 | 第1期 | 第1期 | 第1期 |
| ------ | --------------------------------------------- | --------------------- | ----------------- | ------------------- | ------------------------------------------------------------------- | --------------- | -------------- | ----- | ----- | ----- | ----- | ----- | ----- | ----- | ----- | ----- | ----- | ----- | ----- | ----- | ----- | ----- | ----- | ----- |
| 第1話  | 優子の目覚め!! 家庭の事情で今日から魔族       | 大知慶一郎            | 桜井弘明          | 原田奈奈            | 大塚舞 林信秀 植竹康彦 アラタハヤト                                 | 大塚舞          | 2019年 7月12日 |       |       |       |       |       |       |       |       |       |       |       |       |       |       |       |       |       |
| 第2話  | スポ根ですか!? 万物は流転する                 | 大知慶一郎            | 岡本英樹          | 岡本英樹            | 大木良一 伊東葉子 宮口久美 河野直人 中林蘭子 岩崎亮                 | 大木良一        | 7月19日        |       |       |       |       |       |       |       |       |       |       |       |       |       |       |       |       |       |
| 第3話  | 悪夢か吉夢か!? 闇のドアストッパーさん降臨     | 大知慶一郎            | 高橋若人 桜井弘明 | 栗井重紀            | 陳錫涛 関鵬 誠宇                                                    | 大塚舞          | 7月26日        |       |       |       |       |       |       |       |       |       |       |       |       |       |       |       |       |       |
| 第4話  | 心研ぎ澄ませ!! 魔法少女の新たなる力           | 大知慶一郎            | 羽多野浩平        | 羽多野浩平          | 大木良一 迫由里香 前原薫 宮口久美 櫻井司                            | 大木良一        | 8月2日         |       |       |       |       |       |       |       |       |       |       |       |       |       |       |       |       |       |
| 第5話  | 町内は罠だらけ?? 崖っぷちまぞくの新たなる能力 | 大場小ゆり            | 大地丙太郎        | 石田美由紀          | 大塚舞 佐藤嵩光 林信秀 河野直人 アラタハヤト 迫由里香               | 大塚舞          | 8月9日         |       |       |       |       |       |       |       |       |       |       |       |       |       |       |       |       |       |
| 第6話  | あすへの決意!! 重いコンダラ止まらない         | 大知慶一郎            | 及川泰一          | ウヱノ史博          | 松本勝次 管振宇 鳥山冬美 服部憲知 佐藤敏明                          | 佐藤嵩光        | 8月16日        |       |       |       |       |       |       |       |       |       |       |       |       |       |       |       |       |       |
| 第7話  | 桃色メソッド!! 丸いタイヤは運命の輪!!         | 大知慶一郎            | 鈴木行            | 野上良之            | 迫由里香 高橋みか 植竹康彦 AKIRA                                    | 大木良一        | 8月23日        |       |       |       |       |       |       |       |       |       |       |       |       |       |       |       |       |       |
| 第8話  | 呪われた果実!! すっぱいミカンにご用心!!       | 大場小ゆり            | 岡本英樹          | 岡本英樹            | 大塚舞 宮口久美 河野直人 中林蘭子 中熊太一 林信秀 アラタハヤト      | 大塚舞          | 8月30日        |       |       |       |       |       |       |       |       |       |       |       |       |       |       |       |       |       |
| 第9話  | 期末テスト!! 今日の私は頭脳派まぞく!!         | 大知慶一郎            | 大地丙太郎        | 村田尚樹            | 袴田裕二 金正男 Kim Gi Nam Han Hyeon Ji Jeon Jong Min               | 佐藤嵩光        | 9月6日         |       |       |       |       |       |       |       |       |       |       |       |       |       |       |       |       |       |
| 第10話 | ご先祖は進化する!! メガネが映す暗黒部室       | 大場小ゆり            | 佐藤竜雄          | 石田美由紀          | 迫由里香 高橋みか 堀光明 林信秀 前原薫                              | 大塚舞          | 9月13日        |       |       |       |       |       |       |       |       |       |       |       |       |       |       |       |       |       |
| 第11話 | 夢ドリーム再び!! 桃色防衛線を突破せよ         | 大知慶一郎            | 島崎奈々子        | 島崎奈々子          | 宮口久美 高橋みか 金正男 迫由里香 河野直人 植竹康彦 畠山佳苗 大塚舞 | 佐藤嵩光 大塚舞 | 9月20日        |       |       |       |       |       |       |       |       |       |       |       |       |       |       |       |       |       |
| 第12話 | 伝えたい想い!! まぞく新たなる一歩!!           | 大知慶一郎            | 桜井弘明          | 野上良之 石田美由紀 | 高橋みか 迫由里香 佐藤嵩光 伊東葉子 植竹康彦 林信秀                 | 佐藤嵩光 大塚舞 | 9月27日        |       |       |       |       |       |       |       |       |       |       |       |       |       |       |       |       |       |
| 第2期  |                                               |                       |                   |                     |                                                                     |                 |                |       |       |       |       |       |       |       |       |       |       |       |       |       |       |       |       |       |
| 第1話  | 対決ふたたび！魔法少女の新たなる姿！？        | 大知慶一郎            | 桜井弘明          | 則座誠              | 村上雄 浅尾宏成 林信秀 笠野充志 永田有香                            | 大塚舞          | 2022年 4月8日  |       |       |       |       |       |       |       |       |       |       |       |       |       |       |       |       |       |
| 第2話  | 廃墟捜索！わけありみかんとわくわくまぞく      | 大知慶一郎            | 岡本英樹          | 田中瑛 野上良之     | 上田彩朔 宮口久美 佐々木綾 中熊太一 中林蘭子 佐藤嵩光 大塚舞        | 大塚舞 佐藤嵩光 | 4月15日        |       |       |       |       |       |       |       |       |       |       |       |       |       |       |       |       |       |
| 第3話  | 闇の魔女ふたたび！湯けむりフロムヘル！        | 大場小ゆり            | 波多野浩平        | 堀内直樹            | 熊睿鑫 刘云留 葛欢                                                  | 佐藤嵩光        | 4月22日        |       |       |       |       |       |       |       |       |       |       |       |       |       |       |       |       |       |
| 第4話  | 新種発見！町の喫茶はまぞくの巣窟！            | 大場小ゆり 大知慶一郎 | 頂真司            | 深瀬重              | 浅尾宏成 前原薫 河野直人 株式会社Dogwoood                           | 大塚舞          | 4月29日        |       |       |       |       |       |       |       |       |       |       |       |       |       |       |       |       |       |
| 第5話  | まぞく覚醒！自らの道を切り開け！              | 大知慶一郎            | 鈴木行            | 則座誠              | 林信秀 永田有香 村上雄 泉しづか 佐藤嵩光                            | 佐藤嵩光        | 5月6日         |       |       |       |       |       |       |       |       |       |       |       |       |       |       |       |       |       |
| 第6話  | 夕日の誓い！まぞくたちの進む道                | 大知慶一郎            | 岡本英樹          | 野上良之            | 上田彩朔 浅尾宏成 中熊太一 谷川政輝 大木良一 大塚舞                 | 大塚舞          | 5月13日        |       |       |       |       |       |       |       |       |       |       |       |       |       |       |       |       |       |
| 第7話  | ひと時の休暇!!まぞくの夏祭り                  | 大場小ゆり            | 高田耕一          | 國本一穂            | 袴田裕二 金正男 龍光 彗敏 明光 大木良一 坂本哲也 株式会社Dogwood    | 佐藤嵩光 大塚舞 | 5月27日        |       |       |       |       |       |       |       |       |       |       |       |       |       |       |       |       |       |
| 第8話  | 火花散る!?光と闇の合同遠足！                  | 大知慶一郎            | 安藤良            | 安藤良              | 宮口久美 浅尾宏成 河野直人 佐々木綾 村上雄                          | 大塚舞          | 6月3日         |       |       |       |       |       |       |       |       |       |       |       |       |       |       |       |       |       |
| 第9話  | 黒き感情!!ダークネスピーチ再び!!              | 大場小ゆり            | 佐藤竜雄          | 羽多野浩平          | 林信秀 前原薫 永田有香 中熊太一 坂本哲也 村上雄                     | 佐藤嵩光        | 6月10日        |       |       |       |       |       |       |       |       |       |       |       |       |       |       |       |       |       |
| 第10話 | ごせんぞ道場!?まぞく究極の武器！              | 大場小ゆり            | 鈴木行            | 海宝興蔵            | 熊容鑫 江湧                                                         | 大塚舞          | 6月17日        |       |       |       |       |       |       |       |       |       |       |       |       |       |       |       |       |       |
| 第11話 | 新学期！魔法少女の新たなる役割！              | 大知慶一郎            | 岡本英樹          | 則座誠              | 上田彩朔 畠山佳苗 笹野充志 大木良一 村上雄 佐藤嵩光                 | 佐藤嵩光        | 6月24日        |       |       |       |       |       |       |       |       |       |       |       |       |       |       |       |       |       |
| 第12話 | 闇夜の儀式！まぞく新たなる仲間!!              | 大知慶一郎            | 桜井弘明          | 野上良之            | 宮口久美 浅尾宏成 前原薫 佐々木綾 林信秀 河野直人 大木良一 村上雄   | 大塚舞          | 7月1日         |       |       |       |       |       |       |       |       |       |       |       |       |       |       |       |       |       |

### 放送局
| 放送期間                | 放送時間                     | 放送局         | 対象地域   | 備考                      |
| ----------------------- | ---------------------------- | -------------- | ---------- | ------------------------- |
| 2019年7月12日 - 9月27日 | 金曜 1:28 - 1:58（木曜深夜） | TBSテレビ      | 関東広域圏 | 製作局 / 字幕放送         |
| 2019年7月14日 - 9月29日 | 日曜 2:00 - 2:30（土曜深夜） | BS-TBS         | 日本全域   | BS/BS4K放送               |
| 2019年7月15日 - 9月30日 | 月曜 1:00 - 1:30（日曜深夜） | TBSチャンネル1 | 日本全域   | CS放送 / リピート放送あり |

| 配信開始日    | 配信時間               | 配信サイト |
| ------------- | ---------------------- | --- |
| 2019年7月12日 | 金曜 23:30 - 土曜 0:00 | AbemaTV |
| 2019年7月19日 | 金曜 12:00 更新        | バンダイチャンネル |
| 2019年7月20日 | 土曜 0:00 更新         | あにてれ Amazon Prime Video FOD GYAO! クランクイン！ビデオ アニメ放題 TSUTAYA TV dアニメストア DMM.com ニコニコチャンネル ひかりTV ビデオマーケット U-NEXT Rakuten TV |
|               | 土曜 0:00 - 0:30       | ニコニコ生放送 |
| 2019年7月21日 | 日曜 0:00 更新         | ビデオパス |

| 放送期間              | 放送時間                     | 放送局         | 対象地域   | 備考                                 |
| --------------------- | ---------------------------- | -------------- | ---------- | ------------------------------------ |
| 2022年4月8日 - 7月1日 | 金曜 1:28 - 1:58（木曜深夜） | TBSテレビ      | 関東広域圏 | 製作参加 / 字幕放送                  |
|                       | 金曜 23:30 - 土曜 0:00       | BS11           | 日本全域   | 製作参加 / BS放送 /『ANIME+』枠      |
| 2022年4月9日 - 7月2日 | 土曜 2:25 - 2:55（金曜深夜） | 熊本放送       | 熊本県     | 字幕放送                             |
| 2022年4月12日 -       | 火曜 21:30 - 22:00           | AT-X           | 日本全域   | CS放送 / 字幕放送 / リピート放送あり |
| 2022年4月17日 -       | 日曜 1:00 - 1:30（土曜深夜） | TBSチャンネル1 | 日本全域   | CS放送                               |

| 配信開始日    | 配信時間                     | 配信サイト |
| ------------- | ---------------------------- | --- |
| 2022年4月8日  | 金曜 12:00 更新              | ニコニコチャンネル |
|               | 金曜 22:00 - 22:30           | ニコニコ生放送 |
| 2022年4月11日 | 月曜 12:00 更新              | dアニメストア |
| 2022年4月15日 | 金曜 0:00（木曜深夜） 更新   | ABEMAビデオ Amazon Prime Video dTV バンダイチャンネル TELASA Hulu U-NEXT ひかりTV FOD Rakuten TV ビデオマーケット GYAO!ストア DMM.com GYAO! |
|               | 金曜 0:00 - 0:30（木曜深夜） | ABEMA |

| TBSテレビ アニメリコ 第1部             | TBSテレビ アニメリコ 第1部 | TBSテレビ アニメリコ 第1部    |
| 前番組                                 | 番組名                     | 次番組                        |
| -------------------------------------- | -------------------------- | ----------------------------- |
| けいおん！ 10周年記念アンコール        | まちカドまぞく             | ノー・ガンズ・ライフ（第1期） |
| TBSテレビ 金曜 1:28 - 1:58（木曜深夜） |                            |                               |
| プラチナエンド                         | まちカドまぞく 2丁目       | それでも歩は寄せてくる        |

### ミニアニメ
第1期『まちカドまぞくみに』はテレビアニメ本編第1期に先駆け2019年6月より9月までTwitterのアニメ公式アカウントにて配信された。
第1期『まちカドまぞく2丁目みに』はテレビアニメ本編第2期に先駆け2022年2月より7月までTwitterのアニメ公式アカウントにて配信された。
なお、ミニアニメはあくまで本編と独立したパラレルワールドであることが劇中で示されている。
|                    | 第1期      | 第2期      |
| ------------------ | ---------- | ---------- |
| 原作               | 伊藤いづも | 伊藤いづも |
| 演出               | 柴りょう   | よしとも   |
| SDデザイン         | よしとも   | よしとも   |
| 音響監督           | 岩浪美和   | 岩浪美和   |
| アニメーション制作 | AQUA ARIS  | AQUA ARIS  |

#### 各話リスト（ミニアニメ）
| 話数       | サブタイトル                                 | 脚本       | 脚本監修   | 配信日         |       |       |       |       |       |       |       |       |       |       |       |       |       |       |       |       |       |       |       |       |
| 第1期      | 第1期                                        | 第1期      | 第1期      | 第1期          | 第1期 | 第1期 | 第1期 | 第1期 | 第1期 | 第1期 | 第1期 | 第1期 | 第1期 | 第1期 | 第1期 | 第1期 | 第1期 | 第1期 | 第1期 | 第1期 | 第1期 | 第1期 | 第1期 | 第1期 |
| ---------- | -------------------------------------------- | ---------- | ---------- | -------------- | ----- | ----- | ----- | ----- | ----- | ----- | ----- | ----- | ----- | ----- | ----- | ----- | ----- | ----- | ----- | ----- | ----- | ----- | ----- | ----- |
| 第1弾      | シャミ子の自己紹介                           | 大知慶一郎 | -          | 2019年 6月24日 |       |       |       |       |       |       |       |       |       |       |       |       |       |       |       |       |       |       |       |       |
| 第2弾      | 桃の自己紹介                                 | 大知慶一郎 | -          | 6月25日        |       |       |       |       |       |       |       |       |       |       |       |       |       |       |       |       |       |       |       |       |
| 第3弾      | リリスの自己紹介                             | 大知慶一郎 | -          | 6月26日        |       |       |       |       |       |       |       |       |       |       |       |       |       |       |       |       |       |       |       |       |
| 第4弾      | シャミ子とリリスによる作品紹介               | 大知慶一郎 | -          | 7月1日         |       |       |       |       |       |       |       |       |       |       |       |       |       |       |       |       |       |       |       |       |
| 第5弾      | シャミ子と桃による作品紹介                   | 大知慶一郎 | -          | 7月2日         |       |       |       |       |       |       |       |       |       |       |       |       |       |       |       |       |       |       |       |       |
| 第6弾      | ついに第一話放送！                           | 大知慶一郎 | -          | 7月8日         |       |       |       |       |       |       |       |       |       |       |       |       |       |       |       |       |       |       |       |       |
| 第7弾      | ついに第一話放送2！                          | 大知慶一郎 | -          | 7月9日         |       |       |       |       |       |       |       |       |       |       |       |       |       |       |       |       |       |       |       |       |
| 第8弾      | シャミ子と桃の海の日                         | 大知慶一郎 | -          | 7月15日        |       |       |       |       |       |       |       |       |       |       |       |       |       |       |       |       |       |       |       |       |
| 第9弾      | シャミ子とごせん像の海の日                   | 大知慶一郎 | -          | 7月16日        |       |       |       |       |       |       |       |       |       |       |       |       |       |       |       |       |       |       |       |       |
| 第10弾     | シャミ子と桃による第2話番外編                | 大知慶一郎 | -          | 7月22日        |       |       |       |       |       |       |       |       |       |       |       |       |       |       |       |       |       |       |       |       |
| 第11弾     | シャミ子とリリスによる第2話番外編            | 大知慶一郎 | -          | 7月22日        |       |       |       |       |       |       |       |       |       |       |       |       |       |       |       |       |       |       |       |       |
| 第12弾     | シャミ子とリリスの反省会                     | 大知慶一郎 | -          | 7月29日        |       |       |       |       |       |       |       |       |       |       |       |       |       |       |       |       |       |       |       |       |
| 第13弾     | シャミ子と桃の反省会                         | 八木崇夫   | 大知慶一郎 | 7月30日        |       |       |       |       |       |       |       |       |       |       |       |       |       |       |       |       |       |       |       |       |
| 第14弾     | シャミ子とリリス(inシャミ子)の4話番外編      | 八木崇夫   | 大知慶一郎 | 8月5日         |       |       |       |       |       |       |       |       |       |       |       |       |       |       |       |       |       |       |       |       |
| 第15弾     | 桃とリリスの4話番外編                        | 八木崇夫   | 大知慶一郎 | 8月6日         |       |       |       |       |       |       |       |       |       |       |       |       |       |       |       |       |       |       |       |       |
| 第16弾     | シャミ子と桃の怪談話                         | 八木崇夫   | 大知慶一郎 | 8月12日        |       |       |       |       |       |       |       |       |       |       |       |       |       |       |       |       |       |       |       |       |
| 第17弾     | シャミ子とリリスの怪談話                     | 八木崇夫   | 大知慶一郎 | 8月13日        |       |       |       |       |       |       |       |       |       |       |       |       |       |       |       |       |       |       |       |       |
| 第18弾     | シャミ子と桃の6話番外編                      | 八木崇夫   | 大知慶一郎 | 8月19日        |       |       |       |       |       |       |       |       |       |       |       |       |       |       |       |       |       |       |       |       |
| 第19弾     | 桃とリリスの6話番外編                        | 八木崇夫   | 大知慶一郎 | 8月20日        |       |       |       |       |       |       |       |       |       |       |       |       |       |       |       |       |       |       |       |       |
| 第20弾     | シャミ子と桃の夏休みについて                 | 八木崇夫   | 大知慶一郎 | 8月26日        |       |       |       |       |       |       |       |       |       |       |       |       |       |       |       |       |       |       |       |       |
| 第21弾     | シャミ子とリリスの夏休みについて             | 八木崇夫   | 大知慶一郎 | 8月27日        |       |       |       |       |       |       |       |       |       |       |       |       |       |       |       |       |       |       |       |       |
| 第22弾     | ミカンの自己紹介                             | 八木崇夫   | 大知慶一郎 | 8月30日        |       |       |       |       |       |       |       |       |       |       |       |       |       |       |       |       |       |       |       |       |
| 第23弾     | 桃とミカンの8話番外編                        | 八木崇夫   | 大知慶一郎 | 9月2日         |       |       |       |       |       |       |       |       |       |       |       |       |       |       |       |       |       |       |       |       |
| 第24弾     | シャミ子とミカンの8話番外編                  | 八木崇夫   | 大知慶一郎 | 9月3日         |       |       |       |       |       |       |       |       |       |       |       |       |       |       |       |       |       |       |       |       |
| 第25弾     | 桃とミカンのマスコットキャラについて         | 八木崇夫   | 大知慶一郎 | 9月9日         |       |       |       |       |       |       |       |       |       |       |       |       |       |       |       |       |       |       |       |       |
| 第26弾     | シャミ子とごせん像のマスコットキャラについて | 八木崇夫   | 大知慶一郎 | 9月10日        |       |       |       |       |       |       |       |       |       |       |       |       |       |       |       |       |       |       |       |       |
| 第27弾     | 桃とリリスの10話番外編                       | 八木崇夫   | 大知慶一郎 | 9月16日        |       |       |       |       |       |       |       |       |       |       |       |       |       |       |       |       |       |       |       |       |
| 第28弾     | シャミ子とミカンの10話番外編                 | 八木崇夫   | 大知慶一郎 | 9月17日        |       |       |       |       |       |       |       |       |       |       |       |       |       |       |       |       |       |       |       |       |
| 第29弾     | 桃とミカンの最終回告知                       | 八木崇夫   | 大知慶一郎 | 9月23日        |       |       |       |       |       |       |       |       |       |       |       |       |       |       |       |       |       |       |       |       |
| 第30弾     | シャミ子とリリスの最終回告知                 | 八木崇夫   | 大知慶一郎 | 9月24日        |       |       |       |       |       |       |       |       |       |       |       |       |       |       |       |       |       |       |       |       |
| スペシャル | ミニアニメスペシャル編                       | 八木崇夫   | 大知慶一郎 | 9月28日        |       |       |       |       |       |       |       |       |       |       |       |       |       |       |       |       |       |       |       |       |
| 最終回     | シャミ子たちから最後のご挨拶                 | 八木崇夫   | 大知慶一郎 | 9月30日        |       |       |       |       |       |       |       |       |       |       |       |       |       |       |       |       |       |       |       |       |
| 第2期      |                                              |            |            |                |       |       |       |       |       |       |       |       |       |       |       |       |       |       |       |       |       |       |       |       |
|            | 第1期のおさらい①〜シャミ子・桃〜             | 八木崇夫   | -          | 2022年 2月14日 |       |       |       |       |       |       |       |       |       |       |       |       |       |       |       |       |       |       |       |       |
|            | 第1期のおさらい②〜リリス・ミカン〜           | 八木崇夫   | -          | 2月21日        |       |       |       |       |       |       |       |       |       |       |       |       |       |       |       |       |       |       |       |       |
|            | 本日のお題:『みかんちゃん人形』              | 八木崇夫   | -          | 2月28日        |       |       |       |       |       |       |       |       |       |       |       |       |       |       |       |       |       |       |       |       |
|            | 本日のお題:『ごせんぞ私服チェック』          | 八木崇夫   | -          | 3月7日         |       |       |       |       |       |       |       |       |       |       |       |       |       |       |       |       |       |       |       |       |
|            | お題:『ホワイトデー』                        | 八木崇夫   | -          | 3月14日        |       |       |       |       |       |       |       |       |       |       |       |       |       |       |       |       |       |       |       |       |
|            | 本日のお題:『お花見』                        | 八木崇夫   | -          | 3月21日        |       |       |       |       |       |       |       |       |       |       |       |       |       |       |       |       |       |       |       |       |
|            | お題:『桃の誕生日』                          | 八木崇夫   | -          | 3月28日        |       |       |       |       |       |       |       |       |       |       |       |       |       |       |       |       |       |       |       |       |
|            | お題:『ついに登場！』                        | 八木崇夫   | -          | 4月4日         |       |       |       |       |       |       |       |       |       |       |       |       |       |       |       |       |       |       |       |       |
|            | お題:『未知との遭遇？』                      | 田中佑実   | -          | 4月7日         |       |       |       |       |       |       |       |       |       |       |       |       |       |       |       |       |       |       |       |       |
|            | お題:『まぞく大躍進の予感』                  | 八木崇夫   | -          | 4月11日        |       |       |       |       |       |       |       |       |       |       |       |       |       |       |       |       |       |       |       |       |
|            | お題:『オレンジデー』                        | 八木崇夫   | -          | 4月18日        |       |       |       |       |       |       |       |       |       |       |       |       |       |       |       |       |       |       |       |       |
|            | お題:『ごせんぞの新たなる扉』                | 八木崇夫   | -          | 4月25日        |       |       |       |       |       |       |       |       |       |       |       |       |       |       |       |       |       |       |       |       |
|            | お題:『喫茶あすら』                          | 八木崇夫   | -          | 5月2日         |       |       |       |       |       |       |       |       |       |       |       |       |       |       |       |       |       |       |       |       |
|            | お題:『バイトあるある』                      | 八木崇夫   | -          | 5月9日         |       |       |       |       |       |       |       |       |       |       |       |       |       |       |       |       |       |       |       |       |
|            | お題:『桃的千代田桜の紹介』                  | 八木崇夫   | -          | 5月23日        |       |       |       |       |       |       |       |       |       |       |       |       |       |       |       |       |       |       |       |       |
|            | お題:『闇堕ちフォーム』                      | 八木崇夫   | -          | 5月30日        |       |       |       |       |       |       |       |       |       |       |       |       |       |       |       |       |       |       |       |       |
|            | お題:『白澤のセカンドキャリア』              | 八木崇夫   | -          | 6月6日         |       |       |       |       |       |       |       |       |       |       |       |       |       |       |       |       |       |       |       |       |
|            | お題:『父の日』                              | 八木崇夫   | -          | 6月13日        |       |       |       |       |       |       |       |       |       |       |       |       |       |       |       |       |       |       |       |       |
|            | お題:『新学期』                              | 八木崇夫   | -          | 6月20日        |       |       |       |       |       |       |       |       |       |       |       |       |       |       |       |       |       |       |       |       |
|            | お題:『映えない写真は致命的』                | 八木崇夫   | -          | 6月27日        |       |       |       |       |       |       |       |       |       |       |       |       |       |       |       |       |       |       |       |       |
|            | お題:『またどこかで！』                      | 八木崇夫   | -          | 7月4日         |       |       |       |       |       |       |       |       |       |       |       |       |       |       |       |       |       |       |       |       |

### BD / DVD
| 巻                        | 発売日         | 収録話          | 規格品番   | 規格品番   |
| 巻                        | 発売日         | 収録話          | BD         | DVD        |
| ------------------------- | -------------- | --------------- | ---------- | ---------- |
| 1                         | 2019年10月2日  | 第1話 - 第3話   | PCXE-50921 | PCBE-56261 |
| 2                         | 2019年11月6日  | 第4話 - 第6話   | PCXE-50922 | PCBE-56262 |
| 3                         | 2019年12月4日  | 第7話 - 第9話   | PCXE-50923 | PCBE-56263 |
| 4                         | 2020年1月8日   | 第10話 - 第12話 | PCXE-50924 | PCBE-56264 |
| コンパクト・ コレクション | 2021年12月15日 | 第1話 - 第12話  | PCXE-51009 |            |

| 巻                        | 発売日        | 収録話          | 規格品番   | 規格品番   |
| 巻                        | 発売日        | 収録話          | BD         | DVD        |
| ------------------------- | ------------- | --------------- | ---------- | ---------- |
| 1                         | 2022年7月6日  | 第1話 - 第3話   | PCXE-51031 | PCBE-56511 |
| 2                         | 2022年8月3日  | 第4話 - 第6話   | PCXE-51032 | PCBE-56512 |
| 3                         | 2022年9月7日  | 第7話 - 第9話   | PCXE-51033 | PCBE-56513 |
| 4                         | 2022年10月5日 | 第10話 - 第12話 | PCXE-51034 | PCBE-56514 |
| コンパクト・ コレクション | 2024年2月21日 | 第1話 - 第12話  | PCXE-51057 |            |

## 舞台
2024年10月に本作の舞台化が発表され、2025年1月9日から1月15日にかけて博品館劇場にて公演された。

### スタッフ（舞台）
- 脚本・演出 - 川本成[289]
- 音楽・構成 - 西山宏幸[289]
- 振付 - 馬渕香那[289]
- 美術 - 青木拓也[289]
- 照明 - 林之弘[289]
- 音響 - 中島聡[289]
- 衣裳 - 木村猛志[289]
- ヘアメイク - 瀬戸口清香[289]
- 特殊小道具 - 平野雅史[289]
- 歌唱指導 - 久野友莉[289]
- 演出補佐 - 青地洋[289]
- 演出助手 - 瑠香[289]
- 舞台監督 - 川畑信介[289]

## タイアップ

### ゲーム
きららファンタジア
ドリコムによるスマートフォン向けアプリゲーム。
「まんがタイムきらら」シリーズのキャラクターが多数登場し、本作からも2019年9月11日より複数名のキャラクターが登場。他の参戦作品と同様に、キャラクターデザインおよびイラストの執筆、シナリオやアイテムなどの監修は原作者の伊藤いづもが行っている。
なお、原作者の伊藤いづもは前年のイベントシナリオで登場したオリジナルキャラクター「オトヒメ」「ウミ」のデザインも行っている。
Re:ステージ!プリズムステップ
ポニーキャニオン・hotarubiによるスマートフォン向けアプリゲーム。
2020年7月末から8月末、2022年8月末から10月頭にコラボ参戦。シナリオは原作者の伊藤いづもが監修している。
オンゲキ
セガ・インタラクティブによるアーケード向け音楽ゲーム。
2020年10月下旬から11月中旬にコラボ参戦。

### その他
叡山電鉄
2019年7月13日から9月23日まで、本作のラッピングを施したデオ710形電車の運行と、コラボポスターの掲出、スタンディパネルの設置などを実施。初日にはイベント「えいでん×まちカドまぞくコラボフェスタ」が八瀬比叡山口駅にて開催された。
2022年4月9日から7月31日にかけても前回と同様のコラボレーション企画が行われた。

## 話題
本作を発祥としたインターネット・ミームとして「シャミ子が悪いんだよ」がある。この言葉自体は漫画でもアニメでも実際に使われておらず、あるファンが「桃が優子（シャミ子）に対して言いそうな台詞」として思いついた言葉であり、これが「実際に言ってそうな言葉」としてネット上で急速に広まった物である。この広まりの結果、2019年のアニメ流行語大賞で銀賞、ネット流行語100でniconico賞を受賞するに至った。後者に関しては原作者の伊藤は前述の事情もあり最初は受賞を迷ったが、言葉が生まれた経緯やファンがどのように楽しんでいるかを知った上で受賞することを決めたとともに、アニメ版スタッフやファンに対して謝辞を述べている。